# Новый Бузец
Но́вый Бу́зец — село в Железногоском районе Курской области. Входит в состав Рышковского сельсовета.
Население — 50 человек (2010 год).

## География
Расположено на правом берегу реки Усожи, при впадении в неё ручья Зерин Колодезь. На противоположном берегу Усожи находится село Рышково. Новый Бузец делится на несколько частей: Хутор, Деревня, Горка, Слободка, Поповка. Часть деревни, называемая Поповкой, ранее входила в состав села Рышково.

## История
Новый Бузец возник в 1760-е годы как выселки деревни Старый Бузец. Её населяла особая субэтническая группа русских — саяны, которые принадлежали Коренскому Рождество-Богородицкому монастырю. После секуляризации церковных земель при Екатерине II в 1764 году саяны были переведены в разряд экономических крестьян, которые к концу XVIII века слились с государственными крестьянами. Экономические и государственные крестьяне считались лично свободными, поэтому в Старом и Новом Бузцах помещиков не было. До 1779 года Новый Бузец входил в состав Усожского стана Курского уезда, в 1779—1802 годах — в состав Фатежского уезда, в 1802—1924 годах — в состав Дмитриевского уезда Курской губернии.
В 1862 году в Н. Бузце было 36 дворов. В 1877 году в деревнях Старый и Новый Бузец было 217 дворов, действовали 12 ветряных мельниц и 24 маслобойни. Обе деревни в то время входили в состав Кармановской волости Дмитриевского уезда. 
Жители Нового Бузца были прихожанами Преображенского храма села Рышково. Фактически эта церковь располагалась на территории самого Нового Бузца, в северной части деревни, называемой Поповкой, рядом с нынешним кладбищем. Поэтому в настоящее время Новый Бузец считается селом. С 1912 года в Н. Бузце действовало начальное училище. С 18 сентября 1912 года в нём преподавал священник Преображенского храма Евгений Владимирович Арбузов.
В 1924 году Дмитриевский уезд был упразднён, Новый Бузец вошёл в состав Льговского уезда Курской губернии. С 1928 года в составе Михайловского (ныне Железногорского) района. В советское время в Новом Бузце действовала начальная школа, в 1930-е годы её заведующим был Аркадий Георгиевич Богачев. 
В 1930 году в Новом Бузце был организован колхоз «Трудовик». В 1937 году в деревне было 127 дворов. Во время Великой Отечественной войны, с октября 1941 года по февраль 1943 года, Н. Бузец находился в зоне немецко-фашистской оккупации.
В 1950 году новобузский колхоз «Трудовик» был присоединён к колхозу имени Энгельса (центр в с. Рышково).

## Население
| 1862 | 1905 | 1979 | 2002 | 2010 |
| ---- | ---- | ---- | ---- | ---- |
| 421  | ↗489 | ↘225 | ↘69  | ↘50  |